# Lijst van beelden in Tholen
Dit is een (onvolledige) chronologische lijst van beelden in Tholen. Onder een beeld wordt hier verstaan elk driedimensionaal kunstwerk in de openbare ruimte van de Nederlandse gemeente Tholen, waarbij beeld wordt gebruikt als verzamelbegrip voor sculpturen, standbeelden, installaties, gedenktekens en overige beeldhouwwerken.

## Anna Jacobapolder
| Geplaatst | Omschrijving             | Kunstenaar | Straat                   | Plaats            | Materiaal   | Afbeelding |
| --------- | ------------------------ | ---------- | ------------------------ | ----------------- | ----------- | ---------- |
| 2008      | Oorlogsmonument          |            | Langeweg                 | Anna Jacobapolder | natuursteen |            |
|           | W.F. del Campo gen. Camp |            | Langeweg                 | Anna Jacobapolder | zandsteen   |            |
|           | hoorn?                   |            | Langeweg bij 7 Dorpshuis | Anna Jacobapolder |             |            |

## Poortvliet
| Geplaatst | Omschrijving          | Kunstenaar  | Straat                           | Plaats     | Materiaal | Afbeelding |
| --------- | --------------------- | ----------- | -------------------------------- | ---------- | --------- | ---------- |
| 1962      | Spelende kinderen     | K. Wit      | Julianastraat 1 (obs De Eevliet) | Poortvliet |           |            |
| 1992      | Boer met ploegpaarden | Aard Schonk | Kerkplein                        |            |           |            |

## Scherpenisse
| Geplaatst | Omschrijving    | Kunstenaar       | Straat                                           | Plaats       | Materiaal | Afbeelding |
| --------- | --------------- | ---------------- | ------------------------------------------------ | ------------ | --------- | ---------- |
| 1994      | Kloveniersgilde | David van de Kop | Spuidamstraat / Westzeedijk                      | Scherpenisse |           |            |
| 2001      | Goede Herder    |                  | Watertorenstraat 10, (ggbs Groen van Prinsterer) | Scherpenisse |           |            |

## Sint-Annaland
| Geplaatst | Omschrijving       | Kunstenaar  | Straat | Plaats        | Materiaal | Afbeelding |
| --------- | ------------------ | ----------- | ------ | ------------- | --------- | ---------- |
| 1995      | Ode aan de Meekrap | Gust Romijn | Ring   | Sint-Annaland |           |            |

## Sint-Maartensdijk
| Geplaatst | Omschrijving                                | Kunstenaar    | Straat                                                                 | Plaats            | Materiaal         | Afbeelding |
| --------- | ------------------------------------------- | ------------- | ---------------------------------------------------------------------- | ----------------- | ----------------- | ---------- |
| 1976      | Schaatsend kind met stoel                   | Hein Vree     | Bloemenlaan 3, obs de Rieburch                                         | Sint-Maartensdijk |                   |            |
| 1976      | Kubus met kinderen                          | Hans van Eerd | Frank van Borselenstraat (voorm. Kleuterschool De Kubus)               | Sint-Maartensdijk |                   |            |
| 1975      | Vogel en vier kinderen (school is gesloopt) | onbekend      | Oosterscheldestraat 1, (pcbs Juliana van Stolberg, gebouw De Benjamin) | Sint-Maartensdijk |                   |            |
| 2013      | Boombescherming Willem Alexanderboom        |               | Markt                                                                  | Sint-Maartensdijk | metaal            |            |
|           |                                             |               | Onder de Linden bij 4                                                  | Sint Maartensdijk | blauw (keramiek?) |            |

## Sint Philipsland
| Geplaatst | Omschrijving | Kunstenaar   | Straat   | Plaats           | Materiaal | Afbeelding |
| --------- | ------------ | ------------ | -------- | ---------------- | --------- | ---------- |
| 1998      | Zuudwest     | Hedi Bogaers | Zuiddijk | Sint Philipsland | brons     |            |

## Stavenisse
| Geplaatst | Omschrijving                  | Kunstenaar     | Straat                                      | Plaats     | Materiaal | Afbeelding |
| --------- | ----------------------------- | -------------- | ------------------------------------------- | ---------- | --------- | ---------- |
| 1958      | Watersnoodmonument Stavenisse | Gerrit Bolhuis | Tussen Stavenisse en St. Maartensdijk       | Stavenisse | steen     |            |
| 2020      | Tholensteen                   | Koos Hage      | Voorstraat 42 bij Watersnoodhuis Stavenisse | Stavenisse | graniet   |            |

## Tholen
| Geplaatst | Omschrijving                  | Kunstenaar      | Straat                                                 | Plaats | Materiaal             | Afbeelding |
| --------- | ----------------------------- | --------------- | ------------------------------------------------------ | ------ | --------------------- | ---------- |
| 1961      | Musicerende hazen             | J. Jobse        | Oudelandsepoort 1,(voorm. chr. kleuterschool De Merel) | Tholen |                       |            |
| 1981      | Monument Watersportvereniging | J. Boelhouwers  | Eendrachtsweg / Contr'Escarpe                          | Tholen |                       |            |
| 1988      | Herdenkingsmonument           | M. van Loenhout | Vossemeersepoort                                       | Tholen | graniet               |            |
| 1994      | Oesterschelp                  | Har Voogt       | Simon Lindhoutstraat 1, (voorm. huishoudschool)        | Tholen |                       |            |
|           | Indië-monument                |                 |                                                        | Tholen | natuursteen           |            |
|           |                               |                 | Molenvlietsestraat / Bolwerk                           | Tholen | beton en blauw metaal |            |